# Antarafacial e suprafacial
Antarafacial e suprafacial são dois conceitos topológicos em química orgânica descrevendo as relações entre duas ligações químicas simultâneas e/ou processos de quebra de ligações em ou circundantes a um centro de reação. O centro de reação pode ser um orbital p, um sistema conjugado ou ainda uma ligação sigma.
- Esta relação é antarafacial quando faces opostas estão envolvidas (pense-se anti).
- É suprafacial quando ambas as alterações ocorrem na mesma face.

Muitas reações sigmatrópica e cicloadições podem ser de natureza tanto suprafacial como antarafacial, e isto determina a estereoquímica.